# Марк Нуммий Туск
Марк Ну́ммий Туск (лат. Marcus Nummius Tuscus) — римский политический деятель и сенатор второй половины III века.

## Биография
Туск, предположительно, был сыном консула 227 года Марка Нуммия Сенециона Альбина и братом консула 263 года Нуммия Цейония Альбина. О его карьере известно только лишь то, что в 258 году он занимал должность ординарного консула вместе с Муммием Бассом. Сыном Марка, по всей видимости, был консул 295 года Нуммий Туск.
Согласно «Истории Августов», Туск сопровождал императора Валериана I в поездке в Византий, где они посетили несколько общественных бань.